# Elin Jones
Margaret Elin Jones, dite Elin Jones, née le 1er septembre 1966 à Lampeter, est une femme politique britannique œuvrant au pays de Galles, présidente du Senedd depuis le 11 mai 2016.
Exerçant le mandat de membre de l’Assemblée puis du Senedd pour Ceredigion depuis 1999, elle dirige l’assemblée nationale du pays de Galles puis le Parlement gallois depuis 2016. Politiquement, elle appartient à Plaid Cymru qu’elle préside entre 2000 et 2002.

## Biographie

### Éléments personnels et carrière professionnelle
Elin Jones naît le 1er septembre 1966 à Lampeter, une ville du Ceredigion, au pays de Galles (Royaume-Uni). Elle grandit et est élevée dans une ferme de Llanwnnen. Après avoir commencé son parcours scolaire à la Lampeter Comprehensive School, elle obtient un baccalauréat en sciences (BSc) en économie après avoir étudié au University College Cardiff puis reçoit une maîtrise ès sciences (MSc) en économie agricole du University College of Wales, Aberystwyth,,,.
Professionnellement, elle est chercheuse (research officer) au département d’économie agricole du University College of Wales, Aberystwyth à partir de 1988, avant de devenir, en 1991 directrice de développement (development manager) spécialisée dans les sujets européens au sein de la Welsh Development Agency (en), poste qu’elle occupe jusqu’en 1999,.
Elle a fait également partie de l’équipe dirigeante de la radio locale indépendante Radio Ceredigion (en) et de celle de Wes Glei Cyf, une entreprise de production télévisuelle,. Parlant couramment le gallois, elle participe à une chorale locale appelée « Côr ABC Aberystwyth ». En 2016, Elin Jones vit à Aberaeron.

### Carrière politique

#### Parcours
Elin Jones est conseillère de l’Aberystwyth Town Council (en) à partir de 1992 et jusqu’en 1999. En mai 1997, elle est élue par ses pairs au poste de maire d’Aberystwyth pour un mandat d’un an ; elle devient la plus jeune dirigeante municipale de l’histoire du conseil,,,.
Lors des premières élections de l’assemblée nationale pour pays de Galles, elle se présente à Ceredigion, une circonscription électorale où le siège à Westminster est réputé favorable aux Lib Dem, dont elle devient la représentante pour Plaid Cymru en se faisant élire en mai 1999 comme membre de l’Assemblée. Elle conserve son mandat aux élections de 2003, 2007, 2011, 2016 et 2021,,,,.
L’accord de coalition conclu entre Plaid et le Welsh Labour après les élections de 2007, le One Wales (en), met un terme au rôle d’opposition parlementaire que joue Plaid Cymru depuis 1999. Plusieurs personnalités du parti dont Elin Jones intègrent le gouvernement de Rhodri Morgan,. Le gouvernement rouge-vert est reconduit malgré l’arrivée de Carwyn Jones au poste de premier ministre en 2009 ; Elin Jones y conserve son portefeuille des affaires rurales jusqu’à la fin de la mandature, en mai 2011,. Ayant été admise commissaire de l’Assemblée par l’assemblée nationale du pays de Galles pour représenter le groupe de Plaid Cymru le 6 juin 2007, au début de la IIIe Assemblée galloise, elle renonce au poste le 18 septembre au profit de Chris Franks (en), en raison de sa participation au gouvernement.
Sous la cinquième mandature, elle est choisie le 11 mai 2016 par les membres de l’Assemblée par 34 voix contre 25 à lord Elis-Thomas (Plaid Cymru) au poste de présidente. En juillet 2016, elle fait adopter par l’assemblée une motion visant à renommer l’Assemblée à moyen terme,. Sous son mandat, elle soutient en octobre 2016 la réintroduction d’un parlement de la jeunesse, le Welsh Youth Parliament (en), qui se réunit pour la première fois en février 2019,.
Au nom de la commission de l’Assemblée, elle est à l’origine en février 2019 d’une proposition de loi — le Senedd and Elections (Wales) Bill 2019 — visant à modifier le nom de l’assemblée nationale en « Senedd », terme gallois signifiant « sénat » ou « parlement » qui prête son nom au bâtiment où se situe l’hémicycle, et à modifier les modalités de scrutin aux élections générales galloises en abaissant l’âge de vote à 16 ans,.
Bien que son parti ne constitue plus l’opposition principale aux travaillistes au sein du Senedd, elle est reconduite dans sa fonction de présidente à la séance inaugurale du VIe Senedd le 12 mai 2021. Elle exerce ce mandat assistée de David Rees, membre du Labour, en qualité de vice-président.

#### Au sein de Plaid Cymru
En tant que membre du premier parti d’opposition à l’assemblée nationale, elle participe au cabinet fantôme d’abord avec le poste de secrétaire fantôme pour l’Éducation et la Formation (des plus de 16 ans) en 1999 puis en whip en chef et secrétaire fantôme pour l’Agriculture et l’Économie rurale à partir de 2000, sous les directions de Dafydd Wigley (1999-2000) et d’Ieuan Wyn Jones (2000-2003). Parallèlement, entre 2000 et 2002, Elin Jones exerce la fonction de présidente nationale (national chair) de Plaid Cymru.
Après avoir nommée été ministre fantôme pour le Développement économique à la suite du scrutin gallois de 2003, elle devient ministre fantôme pour l’Environnement, l’Aménagement et de Campagne en novembre 2005 dans l’opposition menée par Ieuan Wyn Jones sous la deuxième mandature (2003-2007). Après avoir été ministre pour les Affaires rurales, elle devient, après les élections de 2011 la porte-parole de Plaid Cymru à la Santé pendant la quatrième mandature,,.
Après le retrait d’Ieuan Wyn Jones du poste de chef de Plaid Cymru, elle se présente à la course à la direction du parti (en) en mars 2012, mais elle est battue par Leanne Wood,. Sur proposition de cette dernière, elle est élue vice-chef du groupe de Plaid le 17 juillet suivant par les membres de l’Assemblée appartenant au parti.
Contrairement au président de la Chambre des communes, Elin Jones, présidente de l’Assemblée puis du Senedd depuis 2016, peut conserver son adhésion à Plaid en dépit du rôle d’impartialité contenu dans la fonction,.

## Prises de positions
Lors de la course à la direction du parti de l’hiver 2012, elle souhaite organiser dès 2020 un référendum d’autodétermination sur le statut du pays de Galles au sein du Royaume-Uni si une victoire de Plaid Cymru se produisait aux élections générales suivantes. Elin Jones prône par ailleurs l’indépendance de la nation galloise.
En mai 2011, elle s’oppose à la volonté de la nouvelle direction de Radio Ceredigion (en) d’émettre des émissions en anglais et en gallois à parité, estimant que la « majorité des auditeurs sera déçue » d’un tel changement en défaveur de la langue galloise. Au sujet du bilinguisme au pays de Galles, elle considère que des termes typiquement gallois (comme Senedd pour « Parlement ») sont entrés dans l’usage international et qu’ils sont désormais prééminents face aux équivalents anglais.
Républicaine, elle critique Katherine Jenkins et Ruth Jones (en), deux personnalités galloises, d’avoir accepté l’honneur royal d’être membres de l’ordre de l’Empire britannique (MBE) aux nominations des New Year Honours de janvier 2014 (en). Néanmoins, en juin 2016, elle est présente en qualité de présidente de l’Assemblée aux côtés d’Élisabeth II, du duc d’Édimbourg, du prince de Galles et de la duchesse de Cornouailles à la séance d’ouverture solennelle par la reine de la cinquième mandature de l’assemblée nationale du pays de Galles.
Europhile, opposée au retrait du Royaume-Uni de l’Union européenne lors du référendum de juin 2016, elle met en garde le gouvernement britannique face à une possible « crise constitutionnelle » au pays de Galles au sujet du transfert du droit européen dans le droit britannique sur les compétences dévolues. De même, elle est défavorable à une sortie du Royaume-Uni sans accord, jugée « catastrophique », et en appelle à une expression populaire si le Parlement britannique ne peut pas ne prononcer.

## Détail des mandats et fonctions

### Mandats électifs
- Membre de l’Assemblée puis du Senedd, élue dans la circonscription de Ceredigion (en fonction depuis le 7 mai 1999).
- Conseillère du Aberystwyth Town Council (en) (de 1992 à 1999).
- Maire d’Alberystwyth (de mai 1997 à mai 1998).

### Fonctions législatives
- Présidente de l’assemblée nationale du pays de Galles puis du Senedd (en fonction depuis le 11 mai 2016).
- Présidente de la commission de l’assemblée nationale du pays de Galles puis du Senedd (en fonction depuis le 11 mai 2016).
- Présidente du comité des Affaires (en fonction depuis le 25 mai 2016).
- Membre de la commission de l’assemblée nationale du pays de Galles (du 9 juin au 18 septembre 2007).

### Fonction gouvernementale
- Ministre pour les Affaires rurales dans les gouvernements de Rhodri Morgan et de Carwyn Jones (du 19 juillet 2007 au 13 mai 2011).

### Fonctions politiques
- Présidente de Plaid Cymru (de 2000 à 2002).
- Vice-chef du groupe de Plaid Cymru à l’assemblée nationale du pays de Galles (de 2012 à 2016).

## Résultats électoraux

### Assemblée nationale du pays de Galles et Parlement gallois
| Élection          | Circonscription | Parti  | Parti       | Voix   | %     | Résultats |
| ----------------- | --------------- | ------ | ----------- | ------ | ----- | --------- |
| Assemblée de 1999 | Ceredigion      |        | Plaid Cymru | 15 258 | 47,83 | Élue      |
| Assemblée de 2003 | Ceredigion      | 11 883 | Plaid Cymru | 45,15  |       | Élue      |
| Générales de 2007 | Ceredigion      | 14 818 | Plaid Cymru | 49,22  |       | Élue      |
| Générales de 2011 | Ceredigion      | 12 020 | Plaid Cymru | 41,34  |       | Élue      |
| Générales de 2016 | Ceredigion      | 12 014 | Plaid Cymru | 40,75  |       | Élue      |
| Générales de 2021 | Ceredigion      | 16 946 | Plaid Cymru | 55,10  |       | Élue      |